# Louis Barthas
Louis Barthas est un tonnelier, militant socialiste et syndicaliste, ancien combattant de la Grande Guerre, né le 14 juillet 1879 à Homps (Aude) et mort le 4 mai 1952 à Peyriac-Minervois (Aude).

## Biographie

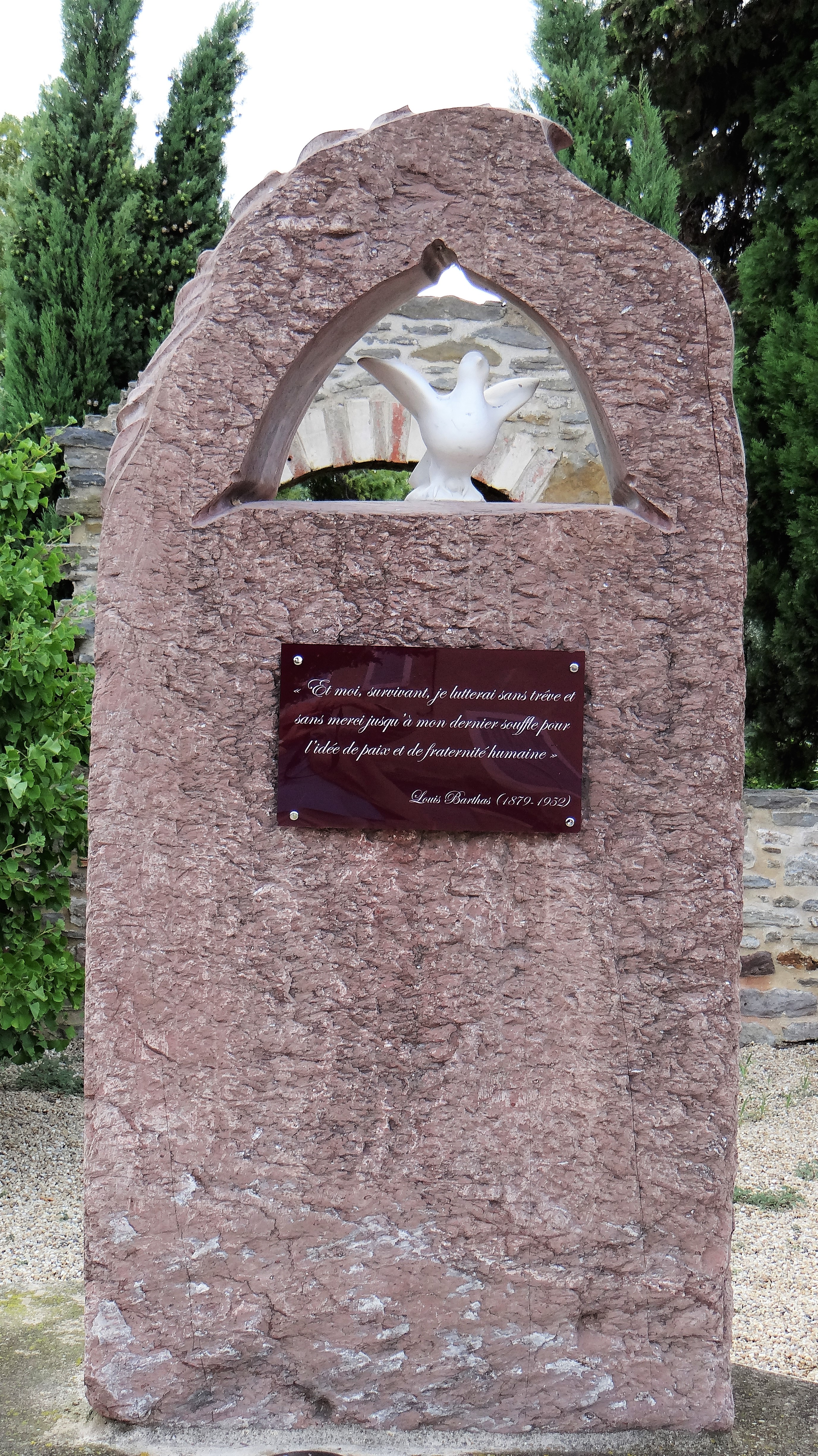
Stèle Louis Barthas à Peyriac-Minervois.

À la déclaration de guerre, Louis Barthas était tonnelier à Peyriac-Minervois  et il reprit ce même métier après l'armistice. Militant socialiste à la SFIO, il avait participé dans sa région à la création du syndicat des ouvriers agricoles et partageait les idées pacifistes de Jean Jaurès. Mobilisé au 280e régiment d'infanterie de Narbonne avec le grade de caporal qu'il conserva pendant la durée du conflit. En décembre 1915, il rejoint le 296e régiment d'infanterie, puis le 248e régiment d'infanterie en novembre 1917. Durant quatre ans, il combattit dans les secteurs les plus dangereux du front : Notre-Dame-de-Lorette, Verdun, la Somme et le Chemin des Dames et il sortit totalement épuisé de ses années de guerre.
Il a écrit ses expériences de guerre dans un journal personnel très apprécié, préfacé par Rémy Cazals en 1977 sous le titre Les carnets de guerre de Louis Barthas, tonnelier, 1914-1918 (Éditions François Maspero, Paris). Le tonnelier raconte les faits de la Grande Guerre sans détour. Il raconte l'horreur de la guerre à travers le regard du simple soldat aux opinions pacifistes. Il raconte l'absurdité des offensives. À propos de cet ouvrage de plus de cinq-cents pages, François Mitterrand a affirmé qu'il avait une haute valeur historique et qu'il constituait une véritable œuvre littéraire. Le seul bagage de Louis Barthas était son Certificat d'études (mais tout de même comme premier prix du canton et primé par le Conseil général) et il avait beaucoup lu : Karl Marx, Victor Hugo, Émile Zola, Anatole France...
Cet ouvrage, dans lequel nombre d'auteurs écrivant sur les faits de la Première Guerre mondiale n'hésitent pas à piocher des citations, fait partie des incontournables pour qui s'intéresse à cette période. Une citation figure sur le monument des fraternisations de Neuville-Saint-Vaast.

## Publication
- Les carnets de guerre de Louis Barthas, tonnelier, 1914-1918, préface de Rémy Cazals, première édition : Maspero, 1977; rééditions Éditions La Découverte, 1997 et 2003. Éditions du centenaire 2014